# 24 Brygada Moździerzy
24 Brygada Moździerzy (24 BM) – związek taktyczny artylerii Wojska Polskiego.

## Formowanie i zmiany organizacyjne
Na podstawie rozkazu Nr 0039/Org. Ministra Obrony Narodowej z dnia 17 czerwca 1953 dowódca Okręgu Wojskowego Nr IV przekazał 14 samodzielny pułk moździerzy w podporządkowanie dowódcy Okręgu Wojskowego Nr I. Dyslokacja jednostki z Ostrowa Wielkopolskiego do garnizonu Orzysz miała być przeprowadzona w terminie do dnia 1 października 1953.
Na mocy wspomnianego rozkazu dowódca Okręgu Wojskowego Nr I przeformował 14 spm w 24 Brygadę Moździerzy i podporządkował dowódcy 8 Dywizji Artylerii Przełamania. 
Brygada miała być zorganizowana według etatu Nr 4/95, lecz ostatecznie została utworzona w oparciu o etat Nr 4/99 brygady moździerzy z dnia 9 września 1953. Stan etatowy brygady liczył 696 żołnierzy i 12 pracowników cywilnych, a jej podstawowym uzbrojeniem były czterdzieści dwa 160 mm moździerze wzór 1943. 
Na podstawie rozkazu Nr 0071/Org. Ministra Obrony Narodowej z 4 listopada 1955 dowódca Pomorskiego Okręgu Wojskowego, w terminie do 30 grudnia 1955, przeformował 24 BM w 24 Brygadę Moździerzy Ciężkich według etatu Nr 4/120 o stanie 757 żołnierzy. Na uzbrojeniu brygady miało znajdować się czterdzieści osiem 160 mm moździerzy wzór 1943 i czternaście 240 mm moździerzy M-240.
Na podstawie rozkazu Nr 0026/Org. Ministra Obrony Narodowej z 17 sierpnia 1956 dowódca Warszawskiego Okręgu Wojskowego, w terminie do 20 grudnia 1956, przeformował 24 BMC na etat Nr 4/150 o stanie 624 żołnierzy. Liczba baterii w dywizjonach 160 mm moździerzy została zmniejszona z czterech do trzech. Na uzbrojeniu brygady miały znajdować się czterdzieści dwa 160 mm moździerze wzór 1943 i osiemnaście 240 mm moździerzy M-240.
Na podstawie rozkazu Nr 0025/Org. Ministra Obrony Narodowej z 2 kwietnia 1957 dowódca Warszawskiego Okręgu Wojskowego, w terminie do 15 sierpnia 1957, przeformował 24 BMC na etat Nr 4/160. W skład brygady wchodziły dwa dywizjony moździerzy i bateria szkolna. Dywizjon posiadał trzy baterie moździerzy oraz pluton topograficzno-rozpoznawczy i pluton łączności. Na uzbrojeniu brygady miały znajdowało się trzydzieści dziewięć 160 mm moździerzy wzór 1943.
Na podstawie rozkazu Nr 0010/Org. Ministra Obrony Narodowej z dnia 2 października 1958 jednostka została przeformowana na etat Nr 4/194 - skadrowanej brygady moździerzy ciężkich z dnia 4 października 1958. Cztery z sześciu baterii moździerzy zostały skadrowane. Liczba 160 moździerzy wzór 1943 została zmniejszona do trzydziestu sześciu

## Struktura organizacyjna

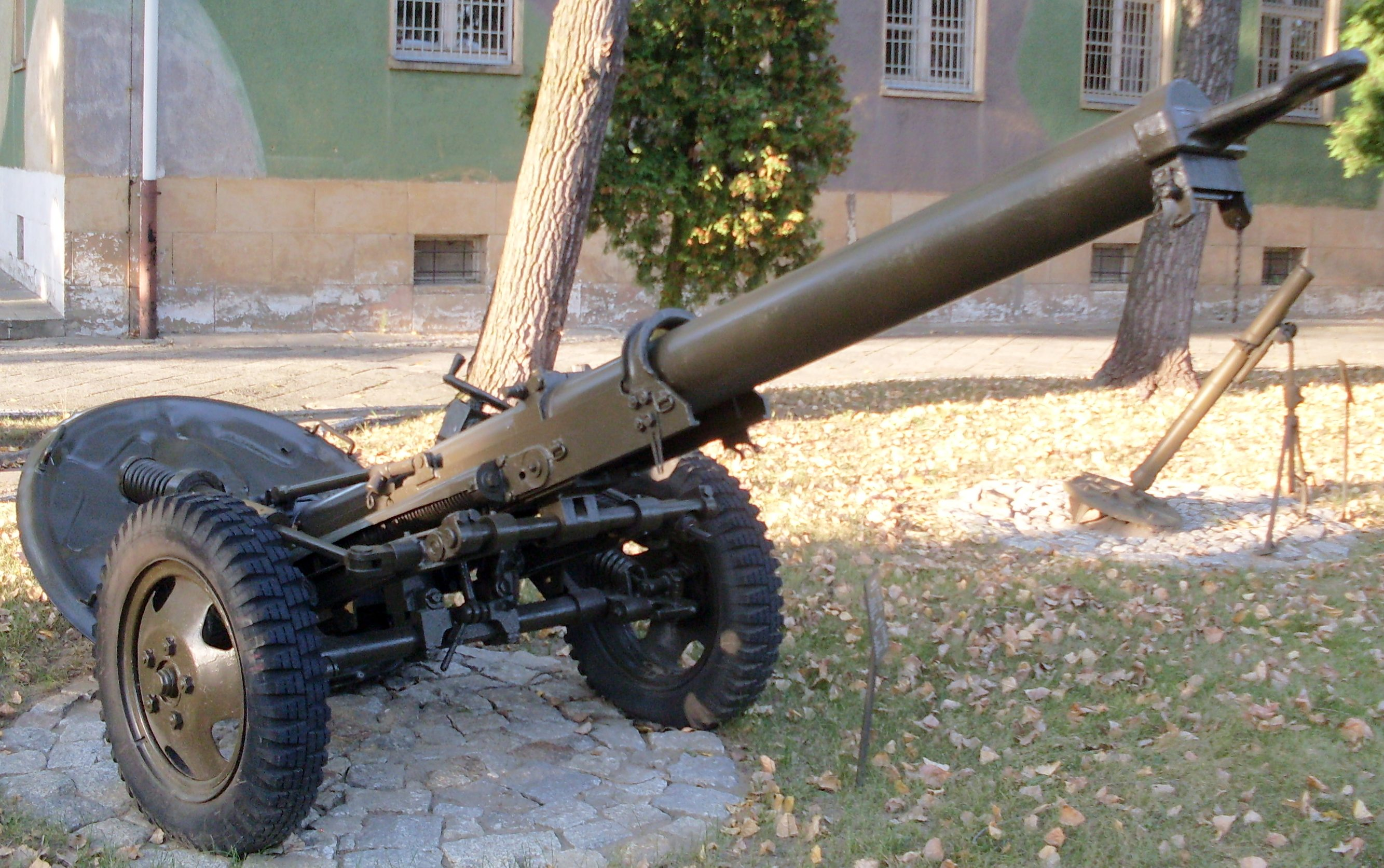
160 mm moździerz wz 1943

Etat nr 4/99  brygady moździerzy z 9 września 1953
- Dowództwo brygady
- trzy dywizjony moździerzy
  - dwie baterie moździerzy
  - skadrowana bateria moździerzy

Etat nr 4/120 brygady moździerzy ciężkich 
- dowództwo brygady
- bateria dowodzenia a. pluton łączności, pluton topograficzny i pluton rozpoznania
- dywizjon 160 mm moździerzy wz. 1943 a. 4 baterie
- dywizjon 160 mm moździerzy wz. 1943 (skadrowany) a. 4 baterie
- dywizjon 240 mm moździerzy M-240 (skadrowany) a. 3 baterie
- dywizjon szkolny

Wszystkie baterie moździerzy składały się plutonu dowodzenia i dwóch plutonów ogniowych.